# XVe corps (Empire ottoman)
Pour les articles homonymes, voir 15e corps d'armée.

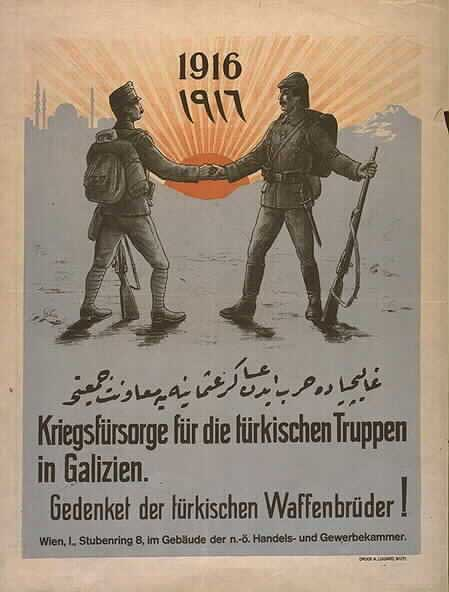
Affiche de propagande de l'alliance austro-ottomane en Galicie, 1917

Le XVe corps ottoman (en turc : 15 nci Kolordu, On Beşinci Kolordu) est une unité militaire de l'armée ottomane ayant combattu pendant la Première Guerre mondiale en Orient. Il participe à la bataille des Dardanelles (1915) avant d'être envoyé sur le front russe en Galicie. Il est rappelé en Syrie puis en Anatolie en 1917-1918.

## Sur les Dardanelles (1915)

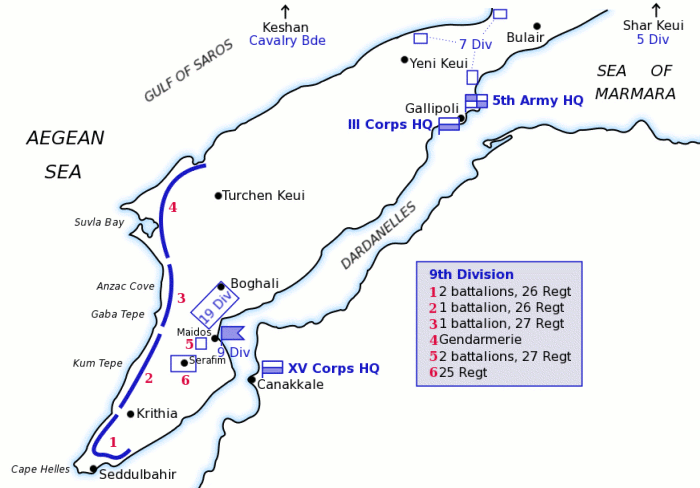
Le XVe corps sur la rive sud des Dardanelles, avril 1915

Le XVe corps est créé le 4 avril 1915 et rattaché à la 5e armée (en) dans le secteur des Dardanelles. Son premier commandant, Erich Weber (de) (Weber Pacha), est un militaire allemand appartenant à la mission militaire allemande chargée d'encadrer l'armée ottomane. En avril 1915, le XVe corps comprend les 3e et11e divisions d'infanterie, postées sur la rive asiatique dans le secteur de Çanakkale.

## En Galicie (1916)

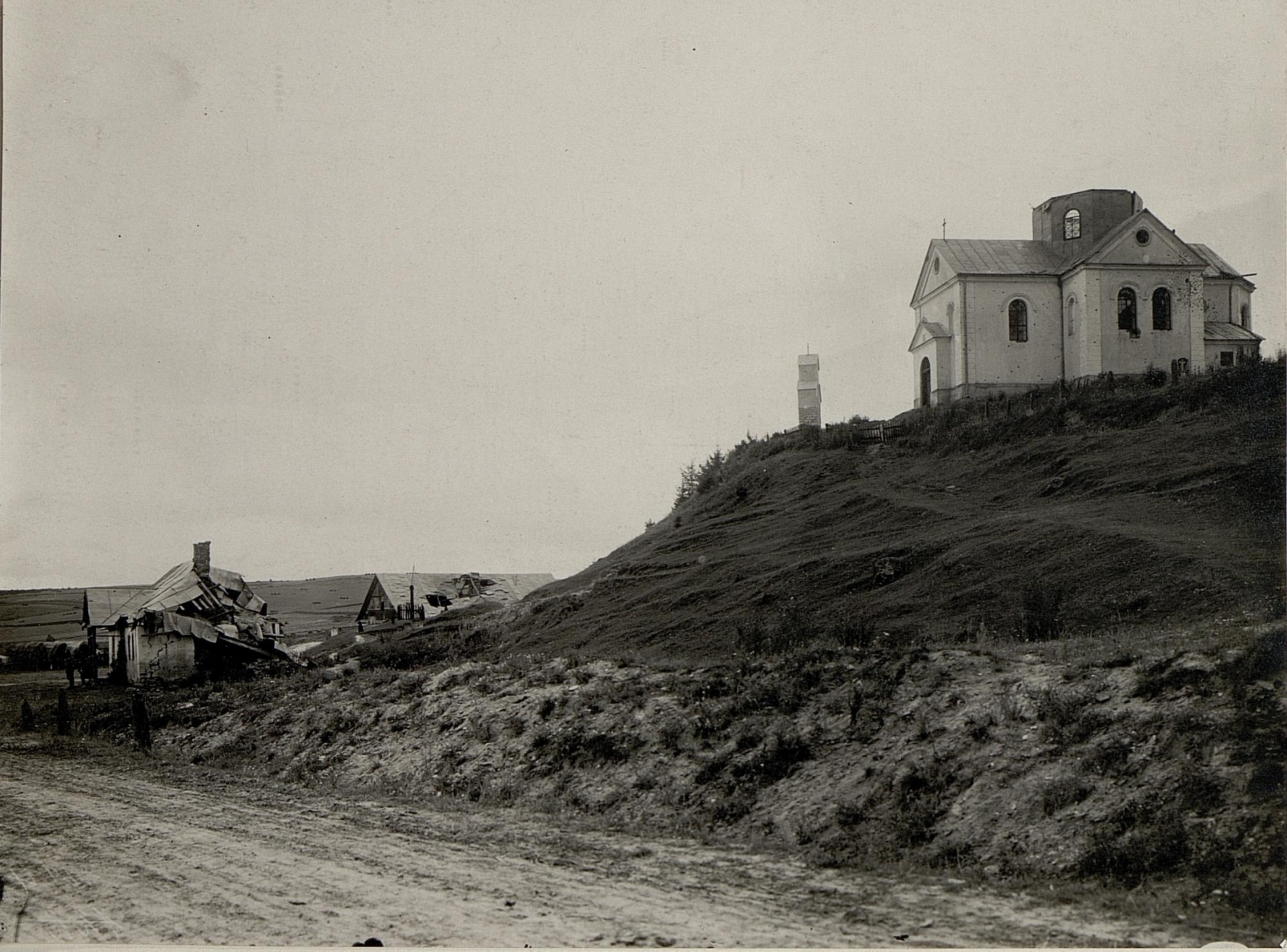
Village et église bombardés à Berejany sur la Zolota Lypa, photographie autrichienne, août 1916 guerre mondiale.

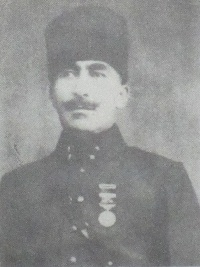
Yakub Chevki Pacha

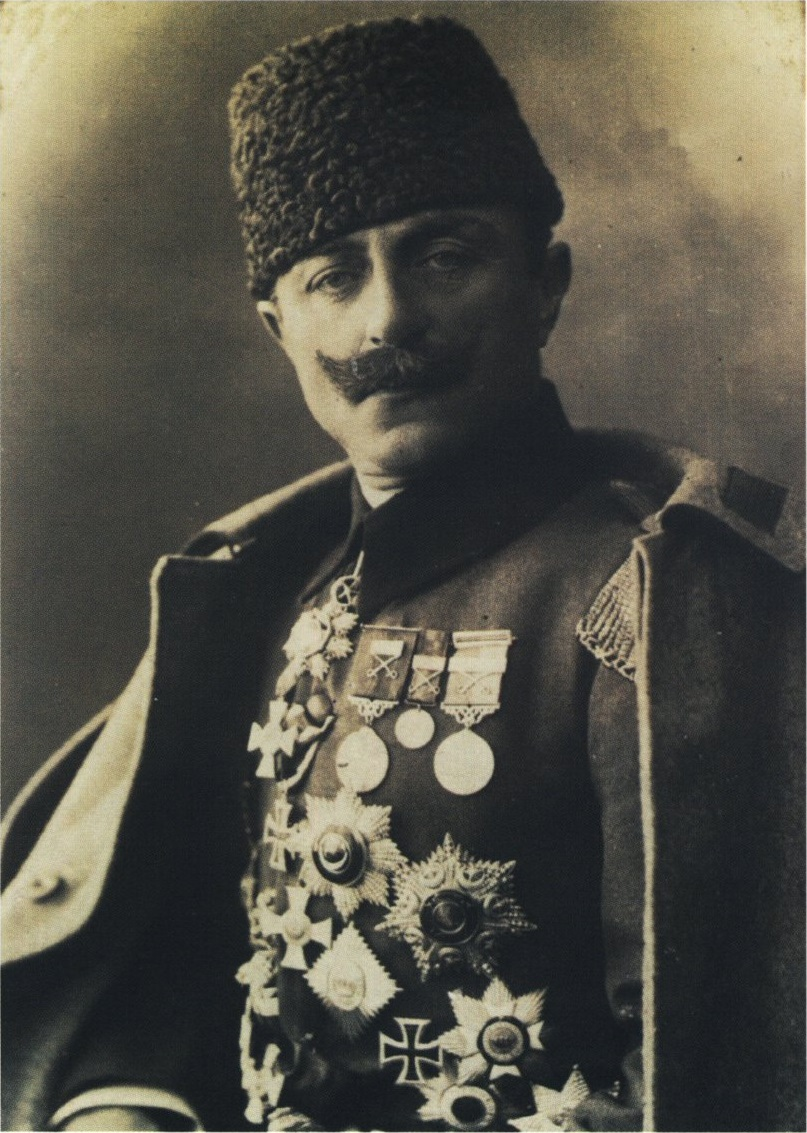
Djevat Pacha

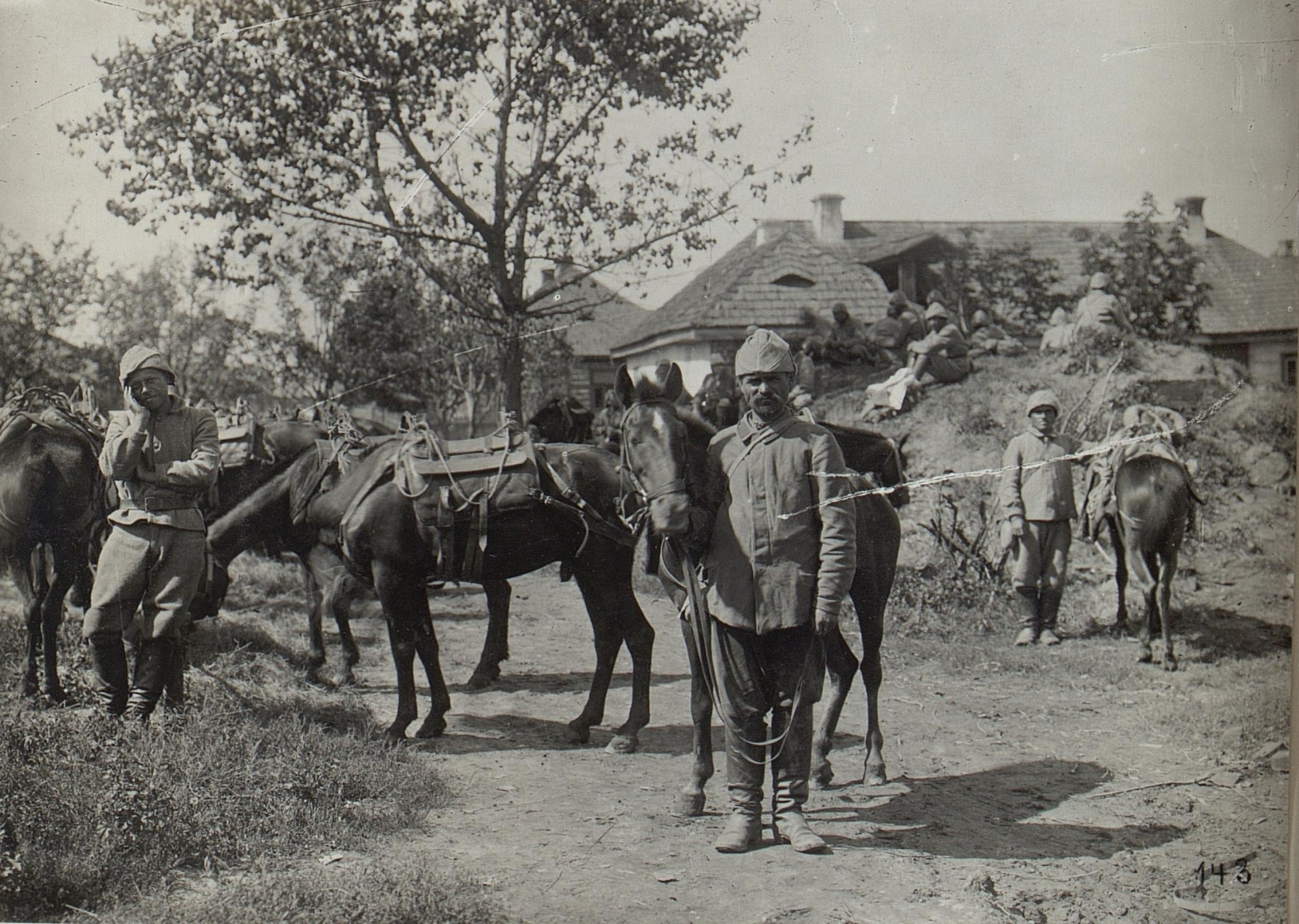
Soldats ottomans près de Kovel en Galicie, photographie autrichienne, 1916

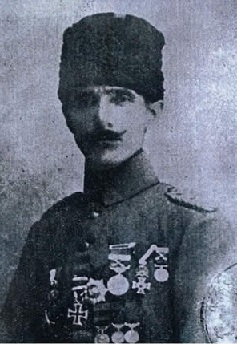
Chefik Bey

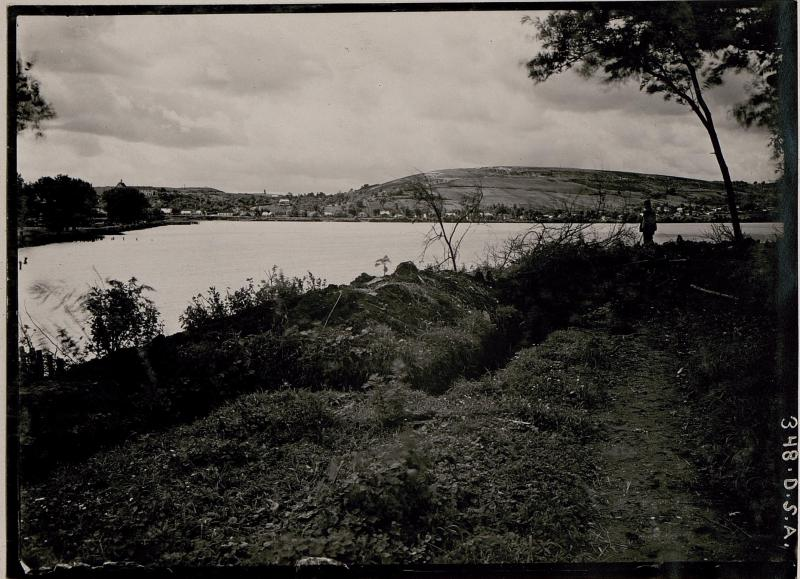
Lac de la Zolota Lypa et tranchées russes à Berejany, photographie autrichienne, 1915-1916

Le 3 mai 1916, le XVe corps passe sous le commandement de Yakub Chevki Pacha. Pendant l'été, il est envoyé en Galicie pour soutenir l'armée austro-hongroise face aux forces russes. Il fait face à la 11e armée russe.
En août 1916, il comprend les unités suivantes :
- 19e division d'infanterie (Chefik Bey (en))
- 20e division d'infanterie (Yasin Hilmi Bey, futur premier ministre du royaume d'Irak)

En septembre 1916 et octobre 1916, le XVe corps livre une série de batailles et contribue à arrêter la dernière phase de l'offensive Broussilov sur le versant des Carpates. Du 18 novembre 1916 au 19 août 1917, le XVe corps passe sous le commandement de Djevat Pacha. Le mois de novembre est relativement calme et les Allemands, satisfaits du professionnalisme des Ottomans, peuvent retirer leurs unités de soutien. Le XVe corps repousse encore une attaque russe en décembre. Au total, pendant l'année 1916, il a perdu 5 000 tués, 10 000 blessés et 3 000 prisonniers. En janvier 1917, il reçoit des troupes fraîches venues de Turquie. Fin janvier 1917, son effectif atteint 27 031 hommes plus 5 668 recrues à l'entraînement. Il adapte son organisation en se dotant de compagnies de renseignement, de travail, de transports, d'un service vétérinaire, d'une boulangerie de campagne, et reçoit de ses alliés du matériel moderne : artillerie, ballons d'observation, aviation. Le 22 janvier 1917, plusieurs commandants et unités du XVe corps sont décorés de la Croix de fer, et le 4 février 1917, le corps reçoit la visite de l'empereur Guillaume II d'Allemagne.
De mars à juillet 1917, le XVe corps repousse encore plusieurs attaques russes dans la vallée de la Zolota Lypa. Les pertes totales du XVe corps en Galicie sont estimées à 25 000 hommes. Le général allemand Erich von Falkenhayn, commandant des forces des Empires centraux dans cette partie du front de l'Est, estime que le XVe corps a constitué un apport précieux pour l'Armée du Sud

## Syrie et Anatolie (1917-1918)

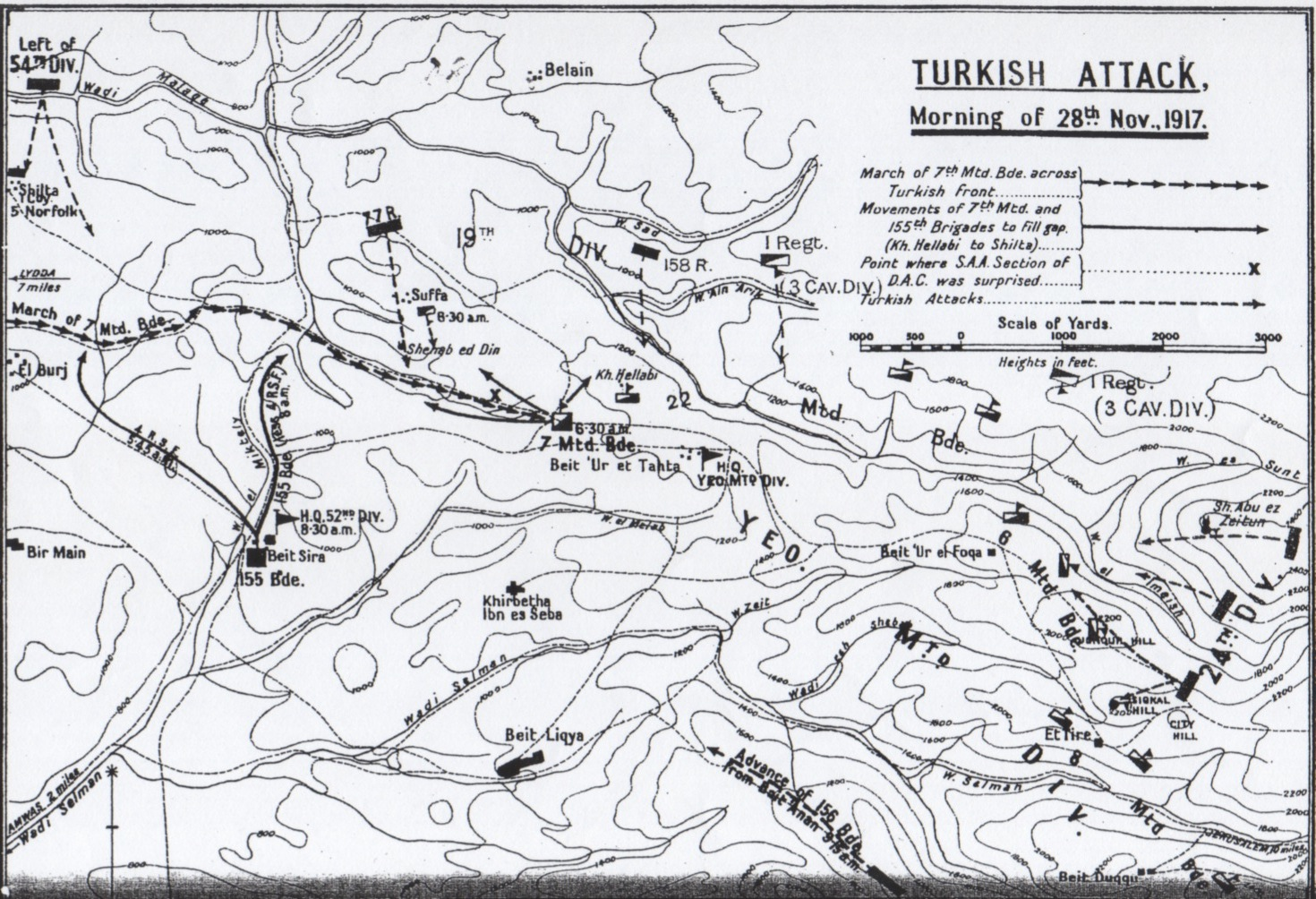
La 19e division (partie du XVe corps) dans la contre-attaque ottomane de Ramla (bataille de Jérusalem), 28 novembre 1917.

Le 19 août 1917, le XVe corps passe sous le commandement d'Ahmet Fevzi Big (en). Sur la demande du général allemand Liman von Sanders, le gouvernement ottoman décide de le rappeler sur le front de Palestine où la situation des forces ottomanes devient critique. Il est rattaché à la 7e armée commandée par Mustafa Kemal puis par Mustafa Fevzi Pacha. Il participe à la bataille de Jérusalem (novembre-décembre 1917).
Entre janvier et juin 1918, le XVe corps, pratiquement détruit, est envoyé en Anatolie pour reconstitution. En septembre 1918, il compte 2 divisions, les 41e et 44e, parties du groupe d'armées d'Anatolie.

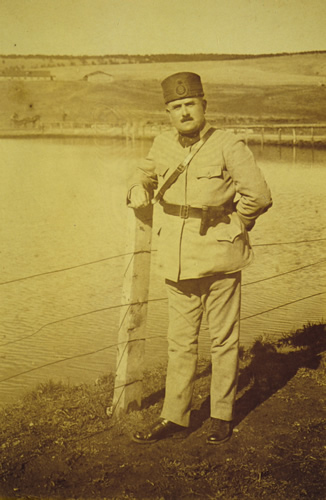
Kâzim Karabekir à Sarıkamış en 1921

## Frontière arménienne (1919-1920)
Après l'armistice de Moudros, l'Empire ottoman doit accepter la perte de ses provinces périphériques et une occupation partielle par les pays de l'Entente. Le XVe corps est dissous. En janvier 1919, il est réorganisé sur la frontière de l'Anatolie orientale (ancienne Arménie ottomane), avec son QG à Erzurum. Le 3 mars 1919, il est placé sous le commandement de Kâzım Karabekir. Il comprend les unités suivantes :
- 3e division à Tortum
  - 7e, 8e, 11e régiments d'infanterie
- 12e division à Erzurum
  - 30e,35e et 36e régiments d'infanterie
- 9e division caucasienne à Hasankale (actuelle Pasinler)
  - 17e, 28e et 29e régiments d'infanterie
- 11e division caucasienne à Van
  - 18e, 38e et 34e régiments d'infanterie

Il participe à la guerre arméno-turque (septembre-novembre 1920) qui permet à la Turquie de reprendre la province de Kars, prise par la Russie en 1878, au détriment de la république démocratique d'Arménie.
Après 1920, l'Empire ottoman devient la république de Turquie et le XVe corps est une partie intégrante des forces armées turques. Il est dissous en 2005 et devient la 15e division d'infanterie.

## Sources et bibliographie
- (en) Cet article est partiellement ou en totalité issu de l’article de Wikipédia en anglais intitulé « XV Corps (Ottoman Empire) » (voir la liste des auteurs) dans sa version du 31 mars 2017.